# Rodéo (Lucky Luke)
Pour les articles homonymes, voir Rodéo (homonymie).
Rodéo est un album de la série Lucky Luke par Morris, paru en 1951.

## Histoires

### Rodéo
Lucky Luke arrive à Navajo City, où se déroule un rodéo. Mais une brute, Cactus Kid, y participe. Il fera tout pour empêcher Lucky Luke de gagner. Des sabotages surviennent pendant le rodéo mais Lucky Luke trouve rapidement le coupable. Cactus Kid s'empare alors du prix et s'enfuit. Lucky Luke parviendra-t-il à le rattraper ?
Un clin d'œil à Cactus Kid apparaît dans le film Lucky Luke (2009) de James Huth. Il possède sa propre affiche WANTED qui est affichée dans le bureau du shérif.

### Lucky Luke à Desperado-City
Continuant sa route, Lucky Luke arrive à Desperado City, où deux desperados, les Frères Pistol, sèment la terreur. Lucky Luke va alors essayer de pacifier cette ville. Mais en fait, de deux bandits, c'est tout un complot de bandits qui se trouve en ville. Et le croque-mort n'y est pas pour rien...
Les frères Pistol apparaissent dans le film Lucky Luke (2009) de James Huth.

### La ruée vers l'or de Buffalo Creek
À la suite d'une petite blague de Lucky Luke, un prospecteur croit avoir trouvé de l'or et se met à ameuter toute une ville. Une autre ruée vers l'or où Lucky Luke se sent vraiment déboussolé.

## Sources
- www.bedetheque.com, « Lucky Luke » (consulté le 7 août 2008)
- www.lucky-luke.com, « Lucky Luke » (consulté le 7 août 2008)
- www.bdoubliees.com, « Parutions dans le journal de Spirou » (consulté le 7 août 2008)